# ناتاليا أفيلون
ناتاليا أفيلون (بالألمانية: Natalia Avelon)‏ هي مغنية وعارضة وممثلة بولندية وألمانية، ولدت في 29 مارس 1980 بفروتسواف في بولندا.

## أعمال

### أفلام
- (2008) فار كراي[4]

## وصلات خارجية
- ناتاليا أفيلون على موقع IMDb (الإنجليزية)
- ناتاليا أفيلون على موقع ألو سيني (الفرنسية)
- ناتاليا أفيلون على موقع ميوزك برينز (الإنجليزية)
- ناتاليا أفيلون على موقع أول موفي (الإنجليزية)
- ناتاليا أفيلون على موقع ديسكوغز (الإنجليزية)
- ناتاليا أفيلون على موقع قاعدة بيانات الفيلم (الإنجليزية)
- ناتاليا أفيلون على موقع كينوبويسك (الروسية)